# Augusta Viktoria de Schleswig-Holstein
Prințesa Augusta Viktoria de Schleswig-Holstein (n. 22 octombrie 1858, Palace in Dłużek⁠(d), Voievodatul Lubusz, Polonia – d. 11 aprilie 1921, Utrechtse Heuvelrug, Utrecht, Țările de Jos), a fost ultima împărăteasă a Germaniei și regină a Prusiei.
A fost fiica cea mare a lui Frederic al VIII-lea, Duce de Schleswig-Holstein și a Prințesei Adelheid de Hohenlohe-Langenburg. Bunicii materni au fost Ernst I, Prinț de Hohenlohe-Langenburg și Prințesa Feodora de Leiningen, sora vitregă a reginei Victoria.

## Căsătorie

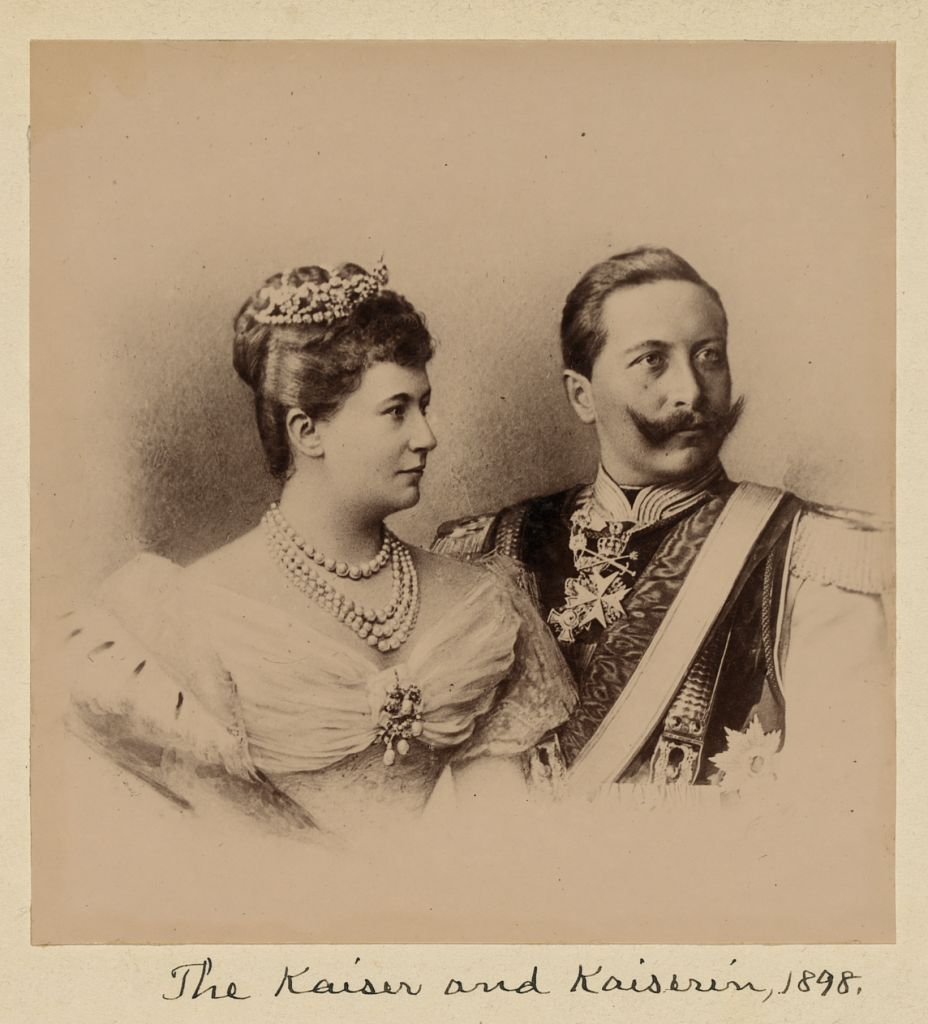
Cuplul imperial în 1898.

La 27 februarie 1881, Augusta s-a căsătorit cu Prințul Wilhelm al Prusiei într-o ceremonie care a durat opt ore și care a cerut tuturor celor prezenți să stea în picioare. Cancelarul Otto von Bismarck a fost un puternic susținător al acestei căsătorii crezând că aceasta ar pune capăt disputei dintre guvernul prusian și tatăl Augustei. . După Primul Război Mondial, ea și-a însoțit soțul în Olanda, unde a murit câțiva ani mai târziu.
Inițial, Wilhelm a vrut să se căsătorească cu verișoara sa primară, Prințesa Elisabeta de Hesse și de Rin (cunoscută în familie ca "Ella,"), dar ea a refuzat. Wilhelm nu a primit bine refuzul - și a refuzat să se căsătorească curând cu o altă prințesă.
Familia lui Wilhelm a fost inițial împotriva căsătoriei cu Auguste Victoria, al cărei tată nu a fost suveran. Dar în cele din urmă, intransigența lui Wilhelm, sprijinit de Bismarck, a determinat familia să-și dea acordul oficial.

## Viața de familie
Familia îi spunea Augustei "Dona". S-a bucurat de o relație oarecum bună cu soacra ei, Victoria, care a sperat ca Dona va vindeca ruptura dintre ea și fiul ei, Wilhelm; din păcate acest lucru nu s-a întâmplat. Împărăteasa a fost de asemenea supărată că titlul de Șef al Crucii Roșii i-a fost acordat Donei, care nu avea experiență în munca de caritate sau înclinație (deși în memoriile ei, Prințesa Victoria Luise a pictat diferite imagini care să ateste că mama ei iubea munca de caritate). 
Se spune, că atunci când împărăteasa Victoria s-a plâns de Augusta Victoria, mama ei, regina Victoria, a declarat că Augusta Victoria a fost un nimeni care nu ar fi devenit ceva fără căsătoria cu Wilhelm.

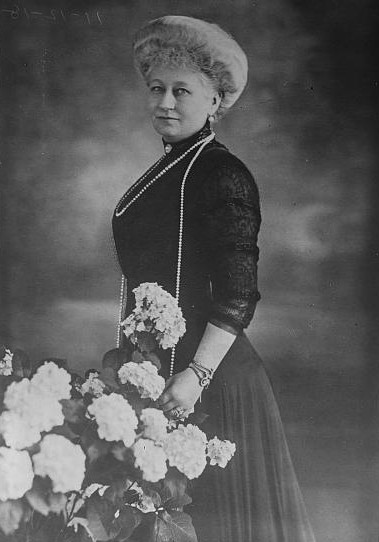
Împărăteasa Augusta Victoria

Augusta și soacra ei au devenit mai apropiate când Wilhelm a devenit împărat iar Dona rămânea adesea singură în timp ce el pleca cu exerciții militare. Dona a apelat la Vicky pentru o companie de rang deși niciodată ea nu și-a lăsat copiii singuri cu Vicky  de teama ca binecunoscutul liberalism al soacrei sale să nu-i influențeze pe copii. Cu toate acestea, erau văzute adesea împreună în aceeași trăsură. Dona a fost la capătul patului ei când Vicky a murit de cancer în 1901.
De asemenea, Dona avea relații bune cu unele surori ale socrului ei Wilhelm, în special cu Sofia a Prusiei. În 1890, atunci când Sofia a anunțat intenția sa de a părăsi credința evanghelică pentru ortodoxia greacă, Dona a chemat-o și i-a spus că, dacă ea ar face acest lucru, nu numai că Wilhelm ar găsi că este inacceptabil, fiind șeful Bisericii de stat Evanghelice din provinciile mai mari ale Prusiei ar ea ar fi exclusă din Germania și sufletul ei ar ajunge în Iad.
În 1920, șocul abdicării și al exilului combinat cu eșecul căsniciei fiului ei Joachim și cu sinuciderea acestuia, a fost mare pentru Dona. A murit în 1921 la Doorn în Olanda la vârsta de 62 de ani. Republica de la Weimar a permis ca rămășițele ei să fie transportate înapoi în Germania unde se odihnesc la Templul Antichității, nu departe de Palatul Nou din Potsdam.